# Simone Perotti
Simone Perotti (Frascati, 28 dicembre 1965) è uno scrittore italiano.

## Biografia
Nato a Frascati da famiglia ligure, Simone Perotti frequenta medie e liceo scientifico presso i Salesiani. A 23 anni si laurea in Lettere Moderne presso l'Università degli Studi di Roma "Tor Vergata", con una tesi in Letteratura contemporanea sulla struttura del romanzo fantastico. Consegue un bachelor in Comunicazione e inizia la carriera di consulente e poi manager in agenzie e aziende italiane e multinazionali. Nel frattempo continua a scrivere racconti e articoli per riviste underground e a navigare, prima come semplice appassionato, poi come skipper e istruttore di vela.
Nel 1995, pubblica Zenzero e nuvole – Manuale di nomadismo letterario e gastronomico, una raccolta di racconti avventurosi e fantastici abbinati ad altrettante ricette gastronomiche. Il libro, edito da Theoria, viene poi ristampato da Bompiani nel 2004.
Sostenuto e incoraggiato da Claudio Magris con cui intrattiene una fitta corrispondenza, Simone Perotti pubblica Stojan Decu, l'altro uomo (Bompiani, 2005), con cui vince il "Premio Cala di Volpe" 2005.
Nel 2007 è autore dell'ultimo capitolo (dedicato alla America's Cup 2007) di Yacht da regata (WhiteStar, 2007). Sempre il mare a fare da protagonista nell'opera successiva, il romanzo L'estate del disincanto (Bompiani, 2008), storia ambientata in Sicilia durante la seconda guerra mondiale, a metà strada tra il romanzo di avventura e il libro di formazione.
Nello stesso anno, scrive Vele (WhiteStar, 2008), dedicato agli amanti del mare e della navigazione a vela, vincitore del Premio Sanremo 2008 - Libro del Mare.
Nell'ottobre 2009 pubblica Adesso basta – Lasciare il lavoro e cambiare vita (Chiarelettere), saggio sociologico-politico-autobiografico in cui Perotti racconta il processo di cambiamento al seguito del quale, due anni prima (gennaio 2008) è arrivato alla scelta di abbandonare la carriera di manager, rifiutare lo schema produttivo e sociale omologato per dedicarsi professionalmente alla scrittura e alla navigazione a vela. Il saggio, 22 edizioni, tra i primissimi contributi sul tema del downshifting, diventa rapidamente un caso editoriale e un long seller, ancora in classifica dopo un decennio.
Con Avanti tutta – Manifesto per una rivolta individuale (Chiarelettere) del 2011, Simone Perotti prosegue l'indagine sul cambiamento e la rivolta al sistema, passando al registro del pamphlet politico e sociologico.
Nell'ottobre del 2012, Perotti scrive (con Nicola Alvau) e conduce il programma televisivo Un'altra vita, per Rai 5, raccontando storie di uomini e donne che hanno cambiato vita e intervistando personalità, giornalisti e scrittori sui temi collegati al cambiamento: manualità, sogno, lavoro, solitudine, denaro, coraggio.
Tra Adesso basta e Avanti tutta, nel settembre del 2010, Simone Perotti pubblica il romanzo Uomini senza vento (Garzanti Libri, settembre 2010, 2º classificato Premio Marincovich per la narrativa). Nel maggio 2012 esce il newquel della storia: L'equilibrio della farfalla (Garzanti Libri, 2012), e nel 2013 Dove sono gli uomini (Chiarelettere), saggio-inchiesta sulla crisi delle relazioni tra i generi.
Nel romanzo successivo Un uomo temporaneo (Frassinelli, 2015), Perotti disegna una fiaba tra realtà e surreale: un impiegato (Gregorio) a cui viene sottratta la scrivania e la mansione inizia un viaggio per l'azienda che lo porterà a diventare il leader di una rivoluzione anarchica e visionaria. Dal tono fiabesco e fantastico è anche "Venir Giù", racconto lungo che esce ancora per Frassinelli (2015). 
Nel 2016 pubblica Rais (Frassinelli), ambientato nell'epoca del Rinascimento e delle grandi scoperte marittime, in cui lo scrittore cambia del tutto registro stilistico, affrontando i temi del destino, delle scelte, della libertà e della figura salvifica del "nemico". Il romanzo ha vinto, nel 2018, il Premio Letterario Costa Smeralda per la Narrativa.
Tra il 2017 e il 2025 escono i romanzi "I Momenti Buoni" (2021) e "Il Quoziente Umano" (2023), entrambi per Mondadori, e il saggio narrativo-geosofico Atlante delle isole del Mediterraneo (Bompiani) tradotto poi in tedesco per Wagenbach, oltre ai saggi non-fiction "Rapsodia mediterranea" (Mondadori 2019), "L'altra Via" (Solferino 2021) e al saggio filosofico "I microscopici insuccessi dei desideri" (Mondadori 2025).  
Nel febbraio 2019 è uscito inoltre il suo primo romanzo per ragazzi: Delfina e il Mare (Salani). 
Perotti scrive anche articoli e reportage su temi di attualità e su viaggi, turismo e nautica per diversi quotidiani e magazine (Corriere della Sera, Il Fatto Quotidiano). 
Perotti è inoltre l'ideatore e co-fondatore di Progetto Mediterranea, una spedizione nautica, culturale e scientifica salpata nel 2013 e tutt'ora in corso con cui sta viaggiando a vela per il Mediterraneo per intervistare scrittori, artisti, intellettuali dell'area e svolgere ricerca oceanografica in collaborazione con università e istituti di ricerca. Per iniziativa di Progetto Mediterranea, con una consultazione popolare aperta a disegnatori professionisti e dilettanti sostenuta da Ansa, La Stampa e Rai Linea-Blu, è nata nel 2020 "La Bandiera del Mediterraneo" che viene festeggiata ogni anno il 30 giugno. 
Dal 2023, nel mese di febbraio, Perotti organizza annualmente a Catania il seminario filosofico "Dialoghi Mediterranei" con l'intento di riprendere a fare filosofia applicata alle tematiche di vita più attuali e vicine alla vita contemporanea. Nel solco di questa iniziativa aveva già tenuto il seminario filosofico "Venirne fuori" (Rimini 2021) e ha realizzato (con i giornalisti Valter Carasso e Carla de Meo) il podcast "Dialoghi mediterranei - Simone Perotti dalla A alla Z" pubblicato su Spotify (2023)
Per i suoi articoli e reportage di viaggio Simone Perotti ha vinto, nel 2016, il "Premio Montale Fuori di Casa - Sezione Mediterraneo".
Il 2 marzo 2024 è uscito inoltre "Chiedi alla polvere", il primo album di "Zone Franche", gruppo musicale fondato da Simone Perotti e Marcello Ferrero insieme a Stefano Mattozzi. Perotti ha scritto tutti i testi delle canzoni presenti nell'album.
Simone Perotti scolpisce legno, ardesia antica, metalli di risulta, materiali trovati sulla spiaggia in opere d'ispirazione marina e astratta. Nel marzo del 2010, a Milano, la sua prima mostra Libero Mare. Nel maggio 2012 la seconda, Pelagos, dedicata ai migranti del Mediterraneo.

## Opere
1. Zenzero e nuvole – Manuale di nomadismo letterario e gastronomico (Theoria, 1995 - Bompiani, 2004)
2. Stojan Decu, l'altro uomo (Bompiani, 2005)
3. L'estate del disincanto (Bompiani, 2008)
4. Vele (WhiteStar, 2008)
5. Adesso basta - Lasciare il lavoro e cambiare vita (Chiarelettere, 2009)
6. Uomini senza vento (Garzanti Libri, 2010)
7. Avanti tutta - Manifesto per una rivolta individuale (Chiarelettere, 2011)
8. Ufficio di scollocamento - Una proposta per ricominciare a vivere (Chiarelettere, 2012)
9. L'equilibrio della farfalla (Garzanti Libri, 2012)
10. Dove sono gli uomini? - Perché le donne sono rimaste sole? (Chiarelettere, 2013)
11. Un uomo temporaneo (Frassinelli, 2015)
12. Venir Giù (Frassinelli, 2015)
13. Rais (Frassinelli, 2016)
14. Atlante delle isole del Mediterraneo (Bompiani, 2017)
15. Delfina e il mare (Salani, 2019)
16. Rapsodia Mediterranea (Mondadori, 2019)
17. L'altra via (Solferino, 2021)
18. I momenti buoni (Mondadori, 2021)
19. Il quoziente umano (Mondadori, 2023)
20. I microscopici insuccessi dei desideri (Mondadori, 2025)
21. Chiedi alla polvere (album musicale - Zone Franche Musica)